# Adolf Thormählen

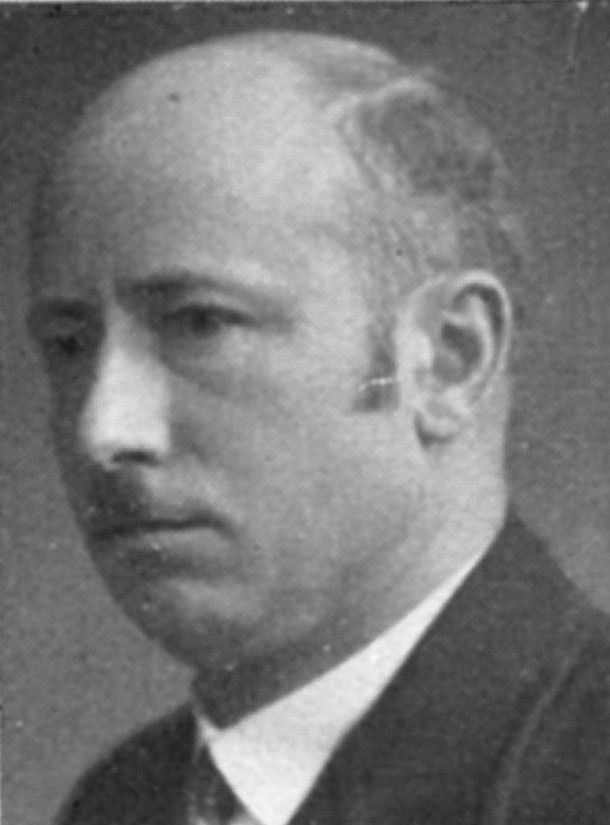
Adolf Thormählen, um 1933

Adolf Thormählen (* 24. Februar 1892 in Langenhals bei Neuendorf; † 9. August 1984 in Glückstadt) war ein deutscher Landwirt und Politiker (NSDAP). 

## Leben und Wirken
Thormählen besuchte bis 1902 die Dorfschule in Langenhals, dann bis 1910 das Gymnasium in Glückstadt. Bis 1912 erlernte er auf dem Gut seines Vaters die Landwirtschaft. Nach einer einjährigen Militärzeit beim 5. Thüringischen Infanterieregiment in Eisenach war er von 1913 bis 1914 erneut auf dem Gut des Vaters tätig, um dann ab August 1914 als Angehöriger des Reserve Ersatz-Regiments 3 am Ersten Weltkrieg teilzunehmen. Nach Kämpfen in Ypern und Flandern wurde er im November und Dezember 1914 im Lazarett wegen einer Ruhr-Erkrankung behandelt. Im Januar 1915 schloss er sich dem 263. Regiment an und kämpfte in Ypern, Dirmuiden und an der Somme. Im Mai wurde er zum Leutnant befördert, im Juni verwundet. 1916 wurde er Flieger, später mit dem Eisernen Kreuz beider Klassen ausgezeichnet. 1918 geriet Thormählen in französische Gefangenschaft.
Nach seiner Freilassung 1920 wurde er Hofbesitzer in Strohdeich bei Steinburg. 1921 kam er in den Vorstand des Bauernvereins und 1928 in den des Bauernbundes. Hinzu kamen Tätigkeiten als Sprecher des Landesbauernverbandes Schleswig-Holstein sowie seit 1929 als Kreistagsabgeordneter im Kreis Steinburg und ab 1930 als Mitglied des Kreisausschusses.
Von 1930 bis 1932 und erneut ab 1933 (das heißt während der 5., 6. und 8. Legislaturperiode der Weimarer Republik) gehörte Thormählen dem Reichstag in Berlin als Abgeordneter der Nationalsozialistischen Deutschen Arbeiterpartei (NSDAP) an, wobei er den Wahlkreis 13 (Schleswig-Holstein) vertrat. 1933 stimmte er für das Ermächtigungsgesetz.